# Believe me
「Believe me」（ビリーヴ・ミー）は、melody.の4枚目のシングル。

## 概要
初のマイナー調のナンバーで、日本語ヴァージョンと英語ヴァージョンの2作品同時リリース。ジャケットが違って、英語ヴァージョンは期間限定発売。

## 収録曲

### Japanese Version
（全作詞：melody.、MIZUE／編曲：河野圭）
1. Believe Me（Japanese Version）
  - 作曲：炭田慎也
2. So into You（Japanese Version）
  - 作曲：原一博
3. Believe Me（Japanese Version）～Instrumental～
4. So into You（Japanese Version）～Instrumental～

### English Version
（全作詞：melody.／編曲：河野圭）
1. Believe Me（English Version）
2. So into You（English Version）
3. Believe Me（English Version）～Instrumental～
4. So into You（English Version）～Instrumental～

## タイアップ
Believe me（Japanese Version）
- TBS系「王様のブランチ」エンディングテーマ
- 毎日放送「FUZZ」エンディングテーマ
- 九州朝日放送「ドォーモ」エンディングテーマ

So into You（Japanese Version）
- TBS系「チューボーですよ!」エンディングテーマ
- ハドソン「着信メロディ♪サイト」CMソング

Believe me（English Version）
- カシオ日立モバイルコミュニケーションズ携帯電話「au CDMA 1X A5406CA」CMソング